# چاه شیرمحمد (دلگان)
چاه شیرمحمد روستایی در دهستان چاه علی بخش جلگه چاه هاشم شهرستان دلگان استان سیستان و بلوچستان ایران است.

## جمعیت
بر پایه سرشماری عمومی نفوس و مسکن در سال ۱۳۹۵ جمعیت این روستا ۲۶۵ نفر (۵۶خانوار) بوده‌است.